# اینتراسپورت
اینتراسپورت (انگلیسی: Intersport) شرکت خرده‌فروشی پوشاک سوئیسی است، که در سال ۱۹۶۸ تأسیس شد.